# János Angyal
János Angyal (n.27 septembrie 1942, Nádasladány-) este un scriitor, redactor și critic literar maghiar.